# Ixora doreensis
Ixora doreensis là một loài thực vật có hoa trong họ Thiến thảo. Loài này được (Scheff.) Valeton mô tả khoa học đầu tiên năm 1911.